# Gente (álbum)
Gente es el segundo álbum del compositor italiano Zacar. Fue publicado en 1981 por la discográfica Durium.

## Lista de canciones
| Lado A |                                 |          |  |
| N.º    | Título                          | Duración |  |
| 1.     | «Angelo E Diavolo»              | 3:43     |  |
| 2.     | «Le Bambole Non Hanno Un Anima» | 3:45     |  |
| 3.     | «Per Chi»                       | 3:45     |  |
| 4.     | «Gente»                         | 3:56     |  |
| 5.     | «Vendo Casa»                    | 3:30     |  |
| 18:39  |                                 |          |  |

| Lado B |                 |          |  |
| N.º    | Título          | Duración |  |
| 1.     | «Io E Lisa»     | 4:43     |  |
| 2.     | «Raggiungersi»  | 3:54     |  |
| 3.     | «Laura»         | 3:51     |  |
| 4.     | «Sembra Facile» | 4:27     |  |
| 16:55  |                 |          |  |